# Joy Coghill

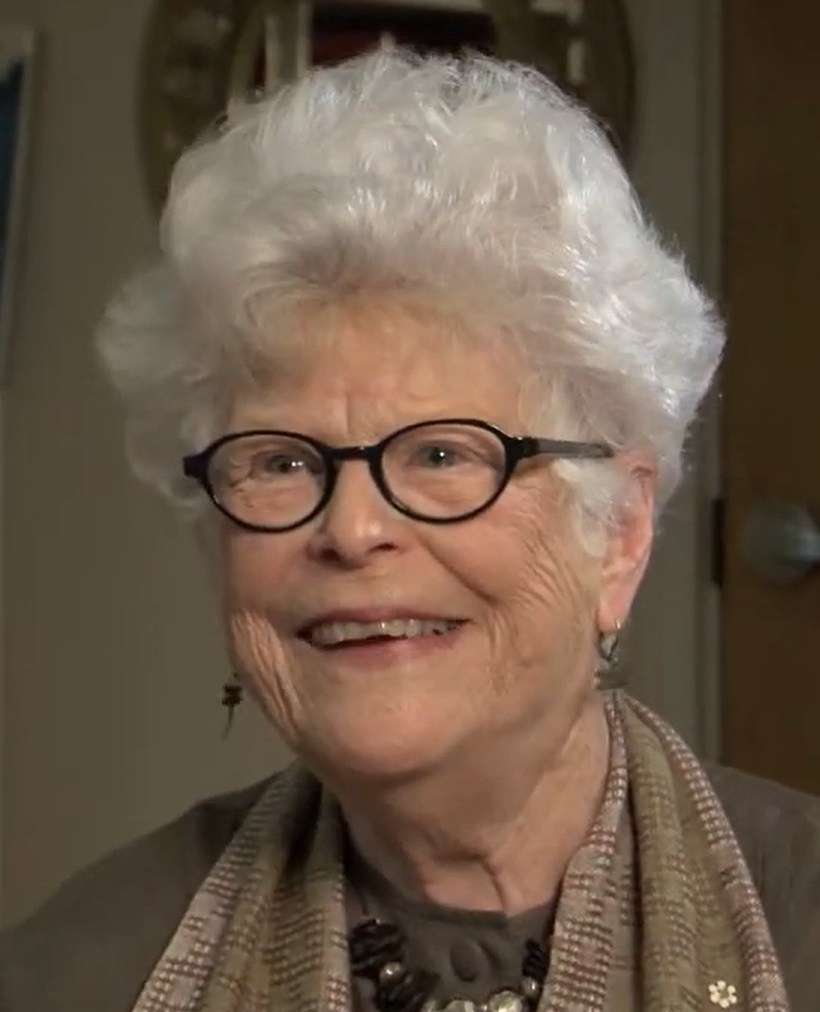
Joy Coghill im Jahr 2010

Joy Dorothy Coghill Thorne (* 13. Mai 1926 in Findlater, Saskatchewan; † 20. Januar 2017 in Vancouver, British Columbia) war eine kanadische Schauspielerin, Regisseurin und Autorin. Ihr Nachruf in der Vancouver Sun sagte über sie, dass sie „sieben Jahrzehnte lang an der Spitze der Theaterwelt von Vancouver“ gestanden habe.

## Leben
Coghill wurde als Tochter von J.G. Coghill und Dorothy Pollard Coghill geboren. Ihr Vater war ein presbyterianischer Pfarrer. Sie besuchte die King's Park Secondary School und die Queen's Park Secondary School in Glasgow. Nach ihrer Rückkehr nach Kanada besuchte sie die Kitsilano Secondary School und begann, in Schultheaterproduktionen mitzuwirken. 1949 erwarb sie einen Bachelor an der University of British Columbia und 1951 einen Master of Fine Arts am Art Institute of Chicago.
Coghill und Myra Benson gründeten 1953 Kanadas erstes professionelles Tournee-Kindertheater, das Holiday Theatre. Von 1967 bis 1969 war Coghill als erste Frau künstlerische Leiterin der Vancouver Playhouse Theatre Company. 1994 gründete Coghill Western Gold, eine Theatergruppe für ältere professionelle Schauspieler in Vancouver. Außerdem war sie 1960 Direktorin der englischen Schauspielabteilung der National Theatre School of Canada. Sie erhielt Ehrendoktorwürden der Simon Fraser University und der University of British Columbia.
Ihr bekanntestes eigenes literarisches Werk ist Song of This Place, ein Stück über die kanadische Künstlerin Emily Carr.
Coghill wirkte in diversen Theateraufführungen, Filmen und Fernsehstücken und -serien mit. Für ihre schauspielerischen Leistungen erhielt sie in Vancouver vier Jessie Richardson Theatre Awards: den Vancouver Professional Theatre Alliance Award (1988–1989), den Community Recognition Award (1989–1990), den Preis für Outstanding Performance by an Actress in a Leading Role (1990–1991), und den Preis für Unique Mandate and Contribution to the Theatre Community (1998–1999).
Weitere Auszeichnungen waren der Governor General's Performing Arts Award for Lifetime Artistic Achievement, der Gemini Humanitarian Award und der Dominion Drama Festival Acting Award. Am 25. Oktober 1990 wurde sie in den Order of Canada aufgenommen und als „Verfechterin kanadischen Talents und kanadischer Qualität“ und als „ständige Inspiration für ihre Theaterkollegen im ganzen Land“ gewürdigt.
Coghill war mit John Thorne, einem Produzenten der Canadian Broadcasting Corporation, verheiratet. Im Januar 2017 starb Coghill an Herzversagen im St. Paul's Hospital in Vancouver. Sie hinterließ drei Kinder und zwei Enkelkinder.

## Filmografie
Film
| Jahr | Filmtitel                           | Rolle              |
| ---- | ----------------------------------- | ------------------ |
| 1975 | Shivers                             | Mona Wheatley      |
| 1978 | Jacob Two-Two Meets the Hooded Fang | Mistress Fowl      |
| 1984 | Change of Heart                     | Edna               |
| 1987 | Blue Monkey                         | Dede Wilkens       |
| 1994 | André                               | Betsy              |
| 1998 | The Sleep Room                      | Mrs. Olson         |
| 1999 | Double Jeopardy                     | Neighbor In Garden |
| 2000 | A Day in a Life                     | Dorthy             |

Fernsehen
| Jahr       | Filmtitel                                     | Rolle                           | Anmerkung                         |
| ---------- | --------------------------------------------- | ------------------------------- | --------------------------------- |
| 1955       | General Motors Theatre                        | Sally                           | Episode „Never Say No“            |
| 1959       | Studio Pacific                                | Alice                           | Episode „Anyone for Alice“        |
| 1980, 1985 | The Beachcombers                              | Gertie                          | 2 Episoden                        |
| 1986       | Nobody's Child                                | Patient #1                      | Fernsehfilm                       |
| 1986       | Red Serge                                     | Ruby Burris                     | Episode „Apron Springs“           |
| 1987       | Airwolf                                       | Reverend Mother                 | Episode „Flowers of the Mountain“ |
| 1987       | Christmas Comes to Willow Creek               | Charlotte                       | Fernsehfilm                       |
| 1989       | Unsub                                         | Mrs. Gleason                    | Episode „White Bone Demon“        |
| 1991       | 21 Jump Street                                | Mrs. Dixon                      | Episode „Coppin' Out“             |
| 1991       | Omen IV: The Awakening                        | Sister Francesca                | Fernsehfilm                       |
| 1991       | Street Justice                                | Rosemary Lyttle                 | Episode „Sanctuary“               |
| 1991       | My Son Johnny                                 | Anna Cortino                    | Fernsehfilm                       |
| 1993       | Miracle on Interstate 880                     | Sister Mary                     | Fernsehfilm                       |
| 1993       | Sherlock Holmes Returns                       | Ms. Baker                       | Fernsehfilm                       |
| 1993       | Whose Child Is This? The War for Baby Jessica | Earlen                          | Fernsehfilm                       |
| 1994       | Snowbound: The Jim and Jennifer Stolpa Story  | Dr. Jorgenson                   | Fernsehfilm                       |
| 1994       | The Commish                                   | Mrs. Dawson                     | Episode „Revenge“                 |
| 1995       | The X-Files                                   | Linda Thibedeaux                | Episode „Aubrey“                  |
| 1995       | The Other Mother: A Moment of Truth Movie     | Sister Vincent                  | Fernsehfilm                       |
| 1995       | Sliders                                       | Mrs. Ezra Tweak                 | Episode „Summer of Love“          |
| 1995       | My Life as a Dog                              | Auntie Auntie / Astrid Árnesson | 6 Episoden                        |
| 1996       | Color Me Perfect                              | Jennifer                        | Fernsehfilm                       |
| 1996, 1997 | Poltergeist: The Legacy                       | Elizabeth Baker / Mrs. Blake    | 2 Episoden                        |
| 1997       | Viper                                         | Mother Grace                    | Episode „Echo of Murder“          |
| 1998       | The Outer Limits                              | Jean                            | Episode „The Vaccine“             |
| 1998       | Stargate SG-1                                 | Saroosh / Selmak                | 2 Episoden                        |
| 1998       | The Crow: Stairway to Heaven                  | Laura Stansbury                 | Episode „Before I Wake“           |
| 1998–2003  | Da Vinci’s Inquest                            | Portia Da Vinci                 | 6 Episoden                        |
| 1999       | Nothing Too Good for a Cowboy                 | Violet Hutchison                | Episode „Deja Vu All Over Again“  |
| 2000       | The Christmas Secret                          | Old Woman                       | Fernsehfilm                       |
| 2002       | Living with the Dead                          | Mrs. Ziff                       | Fernsehfilm                       |
| 2003       | Betrayed                                      | Mabel Stewart                   | Fernsehfilm                       |